# 盛夏光年
《盛夏光年》是一部2006年上映的台灣電影，由陳正道執導，原著為許正平短篇小說《光年》，許正平編著原創劇本，並由張孝全、張睿家、楊淇主演。本片在台灣於2006年10月13日上映，香港於2007年1月25日上映。王紀堯其後將電影改編為《盛夏光年》電影概念小說。
2021年8月27日，為紀念本片發行15週年，經過數位修復後的4K版本於全台戲院重新上映。

## 故事劇情
余守恆（張孝全飾演）和康正行（張睿家飾演）是國小的同班同學，守恆是個性頑皮的小孩，而正行則是品學兼優的班長，也因此兩人雖然坐在隔壁，但並沒有什麼交集。有一天班上轉來一位新的女同學，被老師安排坐在守恆前面的位子。結果在上課時，守恆突然拿出剪刀剪掉了一小撮新同學的頭髮。老師非常生氣，守恆的母親也來到學校向老師說明：守恆在小時候被醫生判定有過動症。老師於是要求正行負責陪著守恆，希望他能夠慢慢的影響守恆。雖然正行心中並不願意，但又不敢拒絕老師，只好答應。於是兩人就在學校中成為「被規定」的好朋友。
長大後兩人又就讀同一所高中（花蓮高中），每天早上守恆都會來正行家叫他起床，並用腳踏車載他上學，兩個人是做什麼都在一起的好朋友。守恆參加了籃球校隊，而正行每次都會去看他打球。有一天，學校又轉來一名新的女同學——杜慧嘉（楊淇飾演），由於慧嘉的頭髮長度超過學校的服裝儀容規定，因此在升旗時，被老師叫上司令台，當著全校的面剪了她頭髮一刀。慧嘉頭髮被剪後，一個人難過的到頂樓散心，正行也在旁邊安慰她，並且幫她修剪頭髮。在慧嘉的提議下，兩人決定蹺課搭火車前往台北遊玩。旅途中，慧嘉開始對正行產生好感。他們住進台北的旅館，在電視上色情影片的氣氛感染下，兩人「試著」要發生性關係，但正行卻突然感到不舒服，躲到廁所。兩個人之間的關係開始有微妙的變化。
後來在學校中，正行和慧嘉相處的時間變多，經常在一起聊天，守恆卻因為從小到大的朋友被「搶走」而有所不滿。但慧嘉漸漸開始發現，正行似乎並不喜歡自己，她詢問正行之後，證實了正行喜歡的是守恆。發現了正行的祕密之後，慧嘉十分難過，而正行也因為面對自己喜歡上守恆的事實而感到害怕，並開始刻意躲著守恆。之後守恆和校隊一起來到台北進行籃球比賽，但正行卻沒有前來觀看，反而是慧嘉一個人前來球場。球賽結束後，慧嘉在體育館的球員休息室中，第一次對守恆發洩自己積壓已久的情緒。而兩人之間也開始漸漸產生好感，守恆要求和慧嘉交往，但慧嘉說「等你考上大學以後再跟你交往」。
之後正行考上了與守恆同所大學，而守恆和慧嘉也依照約定開始交往，但是卻向正行隱瞞。守恆還是像以前一樣，早上會來叫正行起床上學，時常要求正行陪他做許多事情；但正行卻因為自己無法將感情說出口，又必須面對重考的壓力，因此經常拒絕守恆的邀約，但守恆並沒有注意到這些變化。某一天晚上，守恆到重考班去找正行，希望他能陪他兜風，在機車上時，正行在守恆的手機中發現了慧嘉的來電，而守恆也承認自己正在跟慧嘉交往。正行聽到之後無法承受這個事實，一個人坐上公車哭著離開了。思路混亂的正行到了一個公園，一個著裝正式的陌生人坐在他旁邊，隨後二人進入了旅館，發生了性關係。事後坐在浴缸裡的正行因第一次性經驗是與一個陌生人和今晚發生的事情而感到萬分空虛。
之後守恆邀請正行參加他系上的迎新舞會，在舞會中正行的心情一直非常不好，不願意與人交談，一個人站在角落。守恆提議玩一種「二選一」的遊戲，一個人說出兩個選項（例如：「爸爸還是媽媽？」或「眉毛還是頭髮？」），而對方必須選出自己比較偏向哪一個。而最後正行因為想不出題目，而問了守恆「我還是慧嘉？」。問完之後正行感到非常不舒服，便準備離開派對會場，並向守恆說出「我又不是自願要當你朋友的！我是從小被強迫的！」這句話。守恆聽到之後非常難過，也哭著騎車離開舞會，結果了被汽車撞到，出了車禍。（在花絮删减片段中可知正行离开迎新舞會后回家打赤膊待着，慧嘉这时单独来找他表示守恆觉得正行还喜欢自己故而提出分手，慧嘉为了保守正行的秘密让正行难受表示对不起，两人互相拥抱却不料被骑摩托车赶过来找正行的守恆看到产生误解，守恆立马冲出去继续骑摩托车逃离此处并发生车祸。）
正行在家中接到通知電話，因此趕到派出所去接出了車禍但无大碍的守恆。他帶著守恆回到自己家中，準備睡覺的時候，守恆卻突然主動與正行發生性行為，也讓正行不知所措。隔天一大早正行就離開了家中，並打電話給慧嘉請她來接守恆。而守恆也向慧嘉坦承，自己從小因為寂寞，而變得非常依賴正行，而現在慧嘉出現了，他沒有辦法失去兩人中的任何一個。
隨著寒假的到來，守恆開車帶著正行、慧嘉，三人一起回到花蓮的故鄉。到了海邊，守恆認為正行有事隱瞞，兩人還打了起來，過程中慧嘉受傷，獨自回到車上。而正行再也無法忍受這樣複雜的三人關係，於是下定決心，向守恆說出自己對他的感情；而守恆也對正行說出自己從小到大的寂寞，以及感謝正行的陪伴，並說「你永遠是我最好的朋友」。而慧嘉則在車上默默看著兩人。

## 電影小說與電影不同的地方
- 在小說中正行於2005年因車禍喪生，而守恆和慧嘉因要出席正行的喪禮回到花蓮，電影中正行並沒有死去。
- 小說中，守恆在自己幻想出來，與正行的對話中，間接坦承自己對正行的感情是屬於情人的愛，而電影中除了床戲，守恆都只說正行是自己最好的朋友。
- 小說中慧嘉是從日本歸台，電影中則是香港。
- 小說中守恆考上的是不同的大學，電影中兩人則是一起考上同一間大學。

## 宣傳與票房
與一般電影的宣傳手法不同的是，本片並沒有架設官方網站，而是在無名小站成立「官方部落格」。宣傳人員認為，《盛夏光年》的觀眾群與網路使用者的重疊區塊很大，也在網路上舉辦了許多的活動，包括「電影海報票選」、「文案徵選」、「贈票」、「小說心得徵文」等。希望藉由能與網友互動的部落格，讓這部電影能在網路中被討論、流傳。
《盛夏光年》在預售票部份的票房表現相當不錯，預售票的票房超過120萬元，是目前台灣影片最高的預售票房。

## 音樂
同名主題曲〈盛夏光年〉是由五月天主唱阿信創作、演唱，濁水溪公社鼓手羅伯、自然捲貝斯手奇哥、1976吉他手大麻共同演奏。同時電影中也使用了許多五月天的歌曲作為插曲，包含〈明白〉、〈純真〉和〈擁抱〉等。預告片的音樂則是由周志豪創作。DVD預告主題曲為〈自戀〉，由羅志祥主唱。

## 參展與得獎記錄
- 第11屆韓國釜山影展（2006年，影展「Now Current」單元參展）[3]
- 第8屆台北電影節（2006年）
- 第19屆東京國際影展（2006年，入圍「最優秀亞洲電影賞」）[4]
- 第43屆金馬獎（2006年）[5]
  - 最佳新演員：張睿家
  - 提名 最佳男配角：張孝全
  - 提名 最佳新演員：張孝全
  - 提名 最佳原創電影歌曲：《盛夏光年》（詞／曲、演唱：陳信宏）

## 電影評級
本片在香港上映時，被影視及娛樂事務管理處及評級為三級片（即十八歲以下人士不得觀看），較台灣所評定的輔導級（即未滿12歲之兒童不得觀賞，12歲以上18歲未滿之少年需父母或師長注意輔導觀賞）為高(三級片類似台灣的限制級片，限制級指十八歲以下人士不得觀看，而三級片與限制級皆為最高分級制度)，令不少網友認為本片的評級與當時香港的道德爭議風波相關，而據Uwants討論區網友所說，本片被評定為三級片是因為內容涉及臀部裸露鏡頭，並被網友指摘理據不足。
2021年，本片在台灣重映時被文化部評定為保護級。

## 外部連結
- 電影官方部落格 （页面存档备份，存于）（包含預告片）
- 官方的網路相簿 （页面存档备份，存于）（劇照、活動照片）
- 《盛夏光年》電影劇本故事《光年》（許正平著，原文刊於台灣【INK印刻文學生活誌】2006年10月號）
- Yahoo奇摩電影上《盛夏光年》的資料（繁體中文）
- 開眼電影網上《盛夏光年》的資料（繁體中文）
- 豆瓣电影上《盛夏光年》的資料 （简体中文）
- 时光网上《盛夏光年》的資料（简体中文）
- AllMovie上《盛夏光年》的资料（英文）
- 爛番茄上《盛夏光年》的資料（英文）
- 香港影庫上《盛夏光年》的資料（繁體中文）
- 互联网电影数据库（IMDb）上《盛夏光年》的资料（英文）